# Río Marquéz
Pour les articles homonymes, voir Márquez.
Le Río Márquez est un cours d'eau du département de Potosí en Bolivie.

## Géographie
Il naît dans les hauteurs des monts Nuevro Mundo et Khori Huarán, en province de Quijarro, et prend dès lors la direction du nord. Il a comme affluents principaux le río Mulato et le río Molino. Il entre alors sur le territoire du département d'Oruro où il forme une frontière naturelle entre la province de Ladislao Cabrera et celle d'Avaróa. Il se jette finalement dans l'extrémité sud du lac Poopó. 